# Berenguela của Navarra
Berenguela của Navarra (tiếng Tây Ban Nha: Berenguela de Navarra; tiếng Basque: Berengela Nafarroakoa; tiếng Pháp: Bérengère de Navarre; k. 1165–1170 – 23 tháng 12 năm 1230) là vương hậu của Anh với tư cách là vợ của Richard I của Anh. Bà là con gái lớn của Sancho VI của Navarra và Sancha xứ Castilla. Như trường hợp của nhiều vương hậu Anh thời Trung Cổ, có khá ít thông tin về cuộc đời của bà.

## Những năm đầu
Năm 1185, Berenguela được cha trao cho thái ấp của Monreal. Aliénor xứ Aquitaine xúc tiến việc đính hôn của Berenguela với con trai bà, Richard Sư tử tâm. Liên minh với Navarra có nghĩa là bảo vệ biên giới phía nam của Công quốc Aquitaine của Aliénor, và giúp tạo ra mối quan hệ tốt hơn với nước láng giềng Castilla có Vương hậu là Eleanor, em gái của Richard. Ngoài ra, Navarra đã đồng hóa văn hóa hát rong của Aquitaine và danh tiếng của Berenguela là không thể thay đổi.
Năm 1190, Aliénor gặp Sancho ở Pamplona và ông tổ chức một bữa tiệc trong Cung điện Hoàng gia Olite để vinh danh bà.

## Trở thành Góa phụ Vương hậu
Berengaria chưa bao giờ đến thăm nước Anh trong suốt cuộc đời của Vua Richard. Trong suốt cuộc hôn nhân của họ, Richard đã ở Anh chưa đầy sáu tháng. Tuy nhiên, có bằng chứng cho thấy bà có thể đã làm như vậy trong những năm sau khi ông qua đời. Bà được cho là đã có mặt trong buổi di chuyển hài cốt của Thánh Thomas Becket tại Canterbury vào năm 1220. Mô tả truyền thống về bà là "vương hậu Anh duy nhất không bao giờ đặt chân đến đất nước này" vẫn đúng vì bà đã không đến thăm nước Anh trong thời gian bà làm phối ngẫu của Richard. Bà chắc chắn đã cử sứ giả đến Anh nhiều lần, chủ yếu để hỏi về khoản tiền trợ cấp mà bà sẽ nhận được với tư cách là góa phụ của Richard, mà Vua John không trả được. Mặc dù Vương hậu Eleanor đã can thiệp và Giáo hoàng Innôcentê III đe dọa ông bằng một sắc lệnh nếu John không trả cho Berenguela những gì đến hạn, Vua John vẫn nợ bà hơn 4000 bảng Anh khi ông qua đời. Tuy nhiên, dưới thời trị vì của con trai ông là Henry III của Anh, các khoản thanh toán liên quan đến bà đã được thực hiện đầy đủ.
Berenguela cuối cùng định cư ở Le Mans, một trong những tài sản của bà. Bà là ân nhân của Tu viện L'Épau ở Le Mans. Cuối đời, bà bước vào cuộc sống bình thường và được chôn cất trong tu viện. Năm 1240, Đức Tổng Giám mục Rodrigo Jimenez de Rada của Toledo viết về Berengaria rằng bà đã sống, "như một góa phụ đáng ca ngợi nhất và ở lại phần lớn thời gian ở thành phố Le Mans, nơi bà nắm giữ như một phần của hôn nhân của mình, hiến thân để bố thí, cầu nguyện và làm việc thiện, làm gương cho tất cả phụ nữ khiết tịnh và tôn giáo và trong cùng một thành phố, bà ấy đã đến cuối những ngày của đời mình bằng một cái chết hạnh phúc." Một bộ xương được cho là của bà đã được phát hiện lại vào năm 1960 trong quá trình trùng tu tu viện. Những bộ hài cốt này được bảo quản bên dưới hình nộm bằng đá của nữ hoàng, hiện được tìm thấy trong nhà chương của tu viện.

## Ý nghĩa lịch sử
Nhà sử học Ann Trindade nói về Berenguela rằng bà "được nhớ đến như một ân nhân của một số ... giáo đoàn và tổ chức tôn giáo và được coi là một hình mẫu của lòng mộ đạo."  Cô cũng nói rằng "Cuộc sống của Berenguela minh họa rất rõ ràng những ràng buộc mà phụ nữ thời trung cổ, ngay cả những người thuộc tầng lớp quý tộc, họ bị ép buộc phải sống." Những cuộc đấu tranh của Berenguela là một ví dụ điển hình về những gì nhiều phụ nữ phải đối mặt trong thế kỷ 13, và “những năm tháng góa bụa đó, trên cơ sở ghi chép, đã cho thấy một người phụ nữ can đảm mạnh mẽ, độc lập, đơn độc, chiến đấu với những hoàn cảnh kinh tế và chính trị khó khăn, quan tâm đến những cạm bẫy của sự tồn tại trong tòa án, được duy trì bởi đức tin của cô ấy vào Cơ đốc giáo và lòng trung thành của bà ấy với Tòa thánh Peter, không ngại khẳng định quyền của mình trước những kẻ thù hùng mạnh, cả giáo dân và giáo sĩ. "

## Trong tiểu thuyết
Tiểu thuyết về Berenguela bao gồm:
- Propinquity bởi John Macgregor
- The Heart Of The Lion bởi Jean Plaidy
- Willow Maid bởi Maureen Peters
- My Lord Brother the Lionheart bởi Molly Costain Haycraft
- The Lute Player bởi Norah Lofts
- Standard of Honor bởi Jack Whyte
- The Talisman bởi Sir Walter Scott
- Winning His Spurs bởi G. A. Henty
- Valentina bởi Fern Michaels
- The Queen's Witch bởi Cecelia Holland
- Lionheart bởi Sharon Kay Penman
- The Passionate Brood bởi Margaret Campbell Barnes
- The Boy Knight bởi G.A. Henty
- Queen Without a Country bởi Rachel Bard
- Shield of Three Lions bởi Pamela Kaufman
- Banners of Gold bởi Pamela Kaufman
- Lord of the Flies bởi William Golding
- The Autumn Throne bởi Elizabeth Chadwick

## Trên sân khấu
- Holy Warriors bởi David Eldridge, được nhắc lại tại Shakespeare's Globe vào tháng 7 và tháng 8 năm 2014.